# 啊、天亮了
「啊、天亮了」（あぁ、夜が明ける）是日本的女子偶像組合Berryz工房的第27張单曲。2011年8月10日由PICCOLO TOWN发售。

## 概要
- 此單曲有4個版本，分別有「初回生産限定盤A - C」和「CD ONLY」。「初回生産限定盤A」和「初回生産限定盤B」收錄了「啊、天亮了」的PV。
- 在8月22日於公信榜单曲週排行榜取得第7位。

## 收錄内容

### CD（初回生産限定盤A - C 、 CD ONLY）
CD
1. 啊、天亮了
（作詞・作曲：淳君 編曲：平田祥一郎）
2. 我不只想成為成年人 而我現在便想成為成年人（大人にはなりたくない 早く大人になりたい）
（作詞・作曲：淳君  編曲：鈴木俊介）
3. 啊、天亮了(Instrumental)

### DVD（初回生産限定盤A）
1. 啊、天亮了（Dance Shot Ver.）

### DVD（初回生産限定盤B）
1. 啊、天亮了（Close-up Ver.）